# Partida da Morte
Partida da Morte foi um jogo de futebol não-oficial disputado em 1942 por prisioneiros de guerra soviéticos e soldados nazistas da Wehrmacht. O time soviético, formado em sua maioria por ex-jogadores do Dínamo de Kiev, derrotou os alemães, mesmo sabendo que as consequências de tal feito poderiam ser fatais.

## Contexto

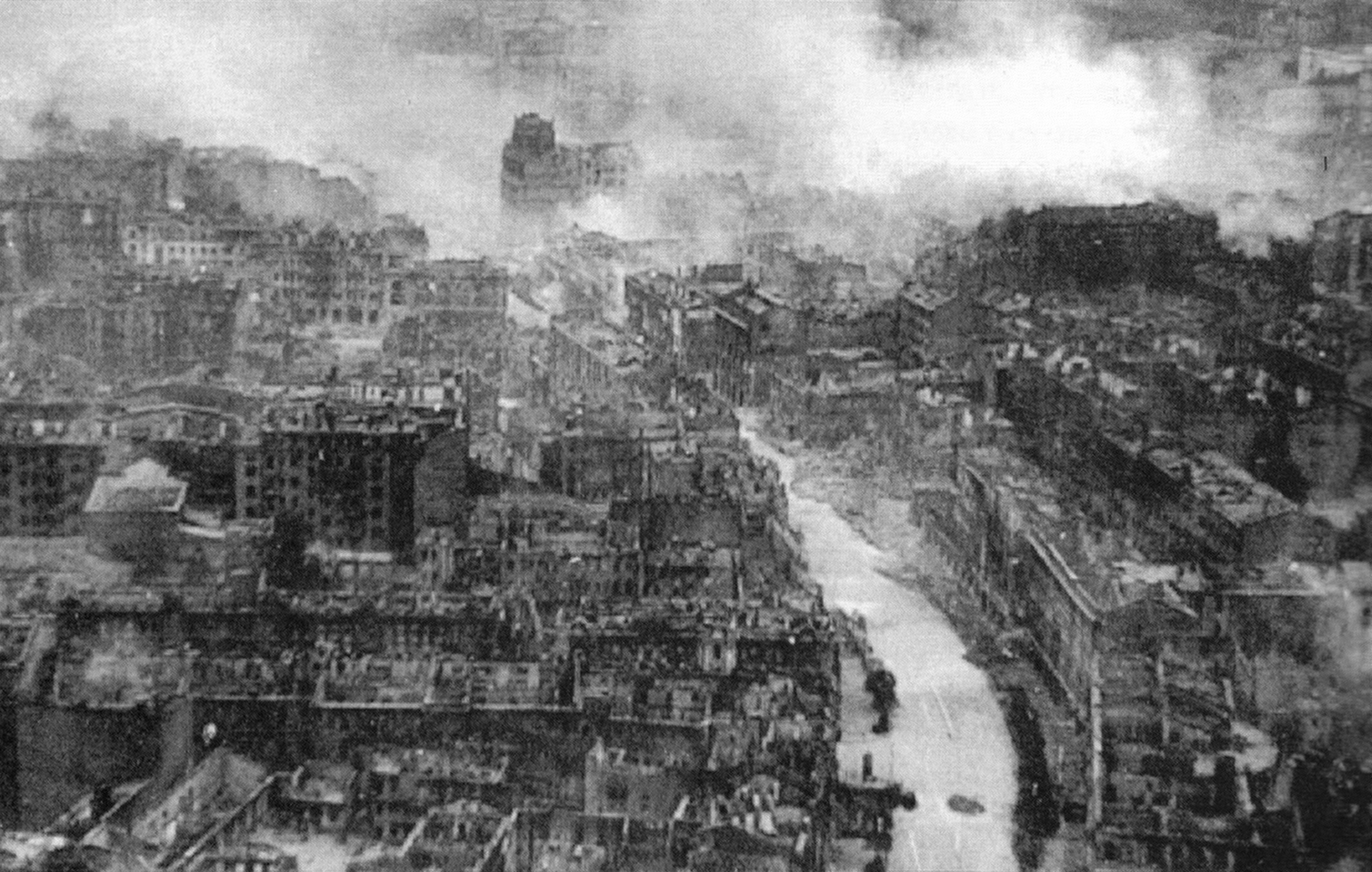
Kiev durante a Segunda Guerra Mundial.

Durante a década de 1930 o futebol tornou-se um esporte popular na União Soviética, particularmente na Ucrânia. A equipe ucraniana mais forte da época era o Dínamo de Kiev, parte da sociedade esportiva Dínamo fundada por sindicatos, policiais (incluindo a polícia secreta, NKVD) e o Exército Vermelho. Em 1938, o Dínamo de Kiev chegou à quarta colocação da liga nacional, marcando vinte e sete gols. Sua sorte contudo virou, e a equipe teve fraca participação nos campeonatos de 1939 e 1940.
A temporada de 1941 jamais foi concluída pois, em 22 de junho daquele ano, teve início a invasão da União Soviética perpretada pela Alemanha Nazista. Diversos futebolistas do Dínamo de Kiev juntaram-se ao exército e seguiram para a frente de batalha. Com os alemães aproximando-se de Kiev, os que permaneceram foram obrigados a juntar-se à defesa civil municipal. O sucesso inicial da Wehrmacht permitiu a captura daquela que era uma das principais cidades da União Soviética. Muitos dos jogadores do Dínamo de Kiev que sobreviveram ao subsequente massacre da população acabaram encarcerados em campos de prisioneiros.
A maioria estava detida no Campo Darnitsa, um campo transitório para prisioneiros de guerra. Durante a tomada de Kiev, os alemães capturaram mais de 600.000 soldados soviéticos, alojados em condições precárias. Muitos morreram vítimas de doenças, fome e execuções aleatórias. Como parte do processo de "categorização" e "processamento", uma porcentagem dos soldados capturados foi executada, outra enviada para trabalhos forçados na Alemanha, e outra para campos de concentração. Prisioneiros categorizados como "inofensivos" foram libertados e passaram a integrar a população da Kiev ocupada. Kolya Trusevich, Alexei Klimenko, Ivan Kuzmenko, Nikolai Makhinya, Pavel Komarov, Makar Goncharenko, Fyodor Tyutchev, Mikhail Sviridovsky e Mikhail Putsin viram-se de repente em condição de miséria pelas ruas da cidade, sem ter onde morar ou como se alimentar.

## O time soviético
| Jogos do Start contra guarnições invasoras na liga de 1942 | Jogos do Start contra guarnições invasoras na liga de 1942 | Jogos do Start contra guarnições invasoras na liga de 1942 |
| Data                                                       | Oponente                                                   | Placar para o Start                                        |
| ---------------------------------------------------------- | ---------------------------------------------------------- | ---------------------------------------------------------- |
| 21 de junho                                                | Guarnição húngara                                          | 6-2                                                        |
| 5 de julho                                                 | Guarnição romena                                           | 11-0                                                       |
| 12 de julho                                                | Operários de estrada de ferro                              | 9-1                                                        |
| 17 de julho                                                | PGS (Alemanha)                                             | 6-0                                                        |
| 19 de julho                                                | MSG.Wal (Hungria)                                          | 5-1                                                        |
| 21 de julho                                                | MSG.Wal (Hungria)                                          | 3-2                                                        |
| 6 de agosto                                                | Flakelf (Alemanha)                                         | 5-1                                                        |

Foi na Padaria Número 3 de Kiev que os futebolistas eventualmente reuniram-se para trabalhar na cidade ocupada. Tudo começou quando Mykola Trusevych, ex-goleiro do Dínamo, retornou a Kiev após ser liberado do Campo Darnitsa. Ele conseguiu um emprego de faxineiro na padaria com Iosif Kordik, fã de seu antigo time. Kordik era o novo gerente do local, obtendo esta posição privilegiada devido a sua origem alemã. Entusiasta dos esportes, ele teve a ideia de formar um time de futebol da padaria; Trusevych passou então a primavera de 1942 à procura de seus antigos colegas de equipe.
Nas semanas seguintes, o Start ("começo", em português) Futebol Clube foi formado, abrangendo oito jogadores do Dínamo (Mykola Trusevych, Mikhail Svyridovskiy, Mykola Korotkykh, Oleksiy Klimenko, Fedir Tyutchev, Mikhail Putistin, Ivan Kuzmenko e Makar Goncharenko) e três do Locomotiva de Kiev (Vladimir Balakin, Vasil Sukharev e Mikhail Melnyk).
O jogo de estréia da temporada foi em 7 de junho de 1942. Neste dia, o Start jogou sua primeira partida da liga local contra o Rukh, equipe formada por outros jogadores ucranianos. A liga em si era mantida por Georgi Shvetsov, antigo futebolista e técnico então do Rukh. O Start venceu por 7 a 2.
A decisão de entrar para a liga não foi fácil para os jogadores do Start. Havia entre eles os que acreditavam que participar do campeonato de Shvetsov era o equivalente a colaborar com os nazistas, que patrocinavam a liga como meio de reintroduzir a "normalidade" na cidade sitiada. Outros eram da opinião de que jogar poderia ajudar a aumentar a moral da população de Kiev.
A equipe por fim decidiu participar. Para enfatizar o fato de que estavam jogando pela cidade, os futebolistas usavam camisas de malha vermelhas, que Trusevich e Putsin haviam encontrado em um depósito abandonado. Durante 1942, o Start disputou diversas partidas contra equipes de soldados das guarnições invasoras, vencendo todas elas.

## A partida

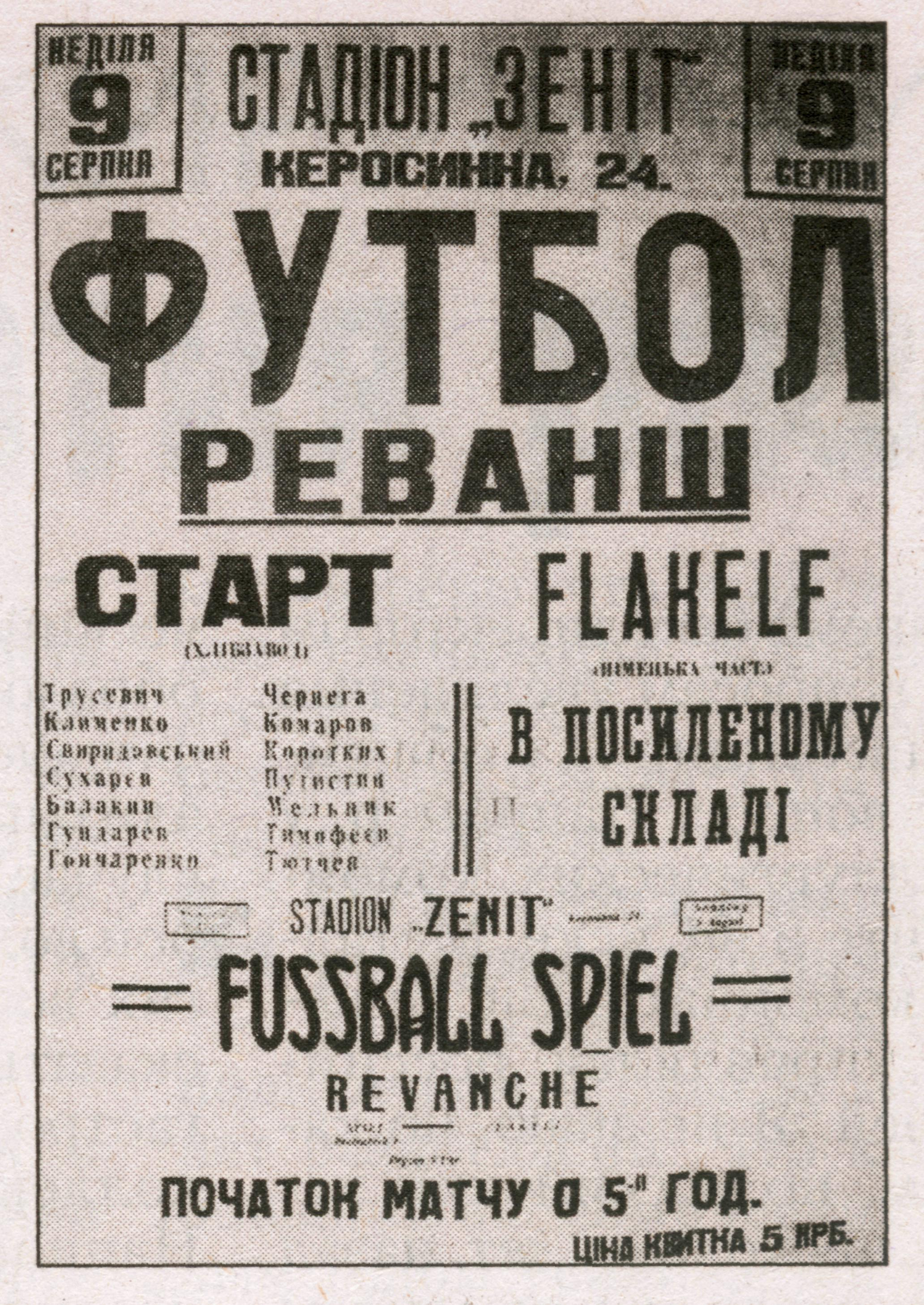
Pôster do jogo de revanche

O time da Luftwaffe, Flakelf, pediu por uma revanche. O jogo foi disputado em 9 de agosto de 1942 no Estádio Zenit e, ao contrário de outras partidas, foi marcado pela presença maciça de policiais e tropas alemãs. Um oficial da SS foi apontado como árbitro. Antes do jogo, ele visitou a equipe soviética em seu vestiário, alertando os futebolistas a jogar dentro das regras e, antes da partida, saudar os oponentes "à nossa moda", isto é, com a saudação nazista.
Mesmo reconhecendo que sua vitória poderia render graves consequências, o Start decidiu jogar. Ao entrar em campo, a equipe recusou-se a fazer a saudação nazista para os soldados e oficiais de alta patente reunidos no estádio. Como previsto por eles, o árbitro ignorou solenemente os abusos cometidos pelo Flakelf. O time alemão pressionou desde o princípio o goleiro Trusevych que, após sofrer repetidas faltas, foi chutado na cabeça por um atacante adversário. Aturdido pela pancada, ele deixou passar o primeiro gol do Flakelf.
O árbitro continuou a ignorar os apelos do Start contra a violência de seus oponentes; o Flakelf pôde então prosseguir com as tentativas de intimidar os adversários através da força física. Apesar disso, o Start marcou seu primeiro gol com um chute fora da área dado por Kuzmenko. Correndo contra o final do primeiro tempo, Goncharenko teria driblado toda a defesa do Flakelf antes de colocar a bola na rede do adversário, deixando o placar em 2 a 1 para o Start. Antes do intervalo os soviéticos ainda conseguiram marcar outro gol.
Durante o intervalo, o Start recebeu novamente visitantes em seu vestiário. Era Shvetsov, pedindo que a equipe entregasse o jogo. Ele foi seguido por outro oficial da SS, que disse aos jogadores que os alemães estavam impressionados com sua habilidade, mas que deveriam entender que não poderiam esperar vencer e que, na verdade, deviam pensar nas consequências caso ganhassem a partida.
Durante o segundo tempo, cada lado marcou dois gols. Já no fim da partida, com o Start em posição praticamente imbatível devido ao placar de 5 a 3, Klimenko, um zagueiro, recebeu a bola, driblou a retaguarda alemã e contornou o goleiro. Então, ao invés de deixá-la cruzar a linha do gol, ele virou-se e chutou a bola de volta ao meio-campo. O árbitro soprou o apito final antes de completados os noventa minutos.

## Consequências
Em 16 de agosto, na semana seguinte ao jogo contra os alemães, o Start derrotou o Rukh novamente, desta vez por 8 a 0. Foi sua última partida. Pouco tempo depois, todos os jogadores da equipe foram presos e torturados pela Gestapo, sob a alegação de que pertenceriam à NKVD. Um dos presos, Mykola Korotkykh, morreu sob tortura. O restante foi enviado ao campo de trabalho de Syrets, onde Ivan Kuzmenko, Oleksey Klimenko e o goleiro Mykola Trusevich foram executados em fevereiro de 1943. Entre os poucos sobreviventes após a guerra estavam Fedir Tyutchev, Mikhail Sviridovskiy e Makar Goncharenko, que se tornaram os responsáveis por propagar na cultura popular soviética a história de sua partida contra os nazistas.